# فرودگاه منیول کارلووس پیار گوایانا
فرودگاه منیول کارلووس پیار گوایانا (به انگلیسی: Manuel Carlos Piar Guayana Airport) یک فرودگاه غیرنظامی با کد یاتا PZO است که یک باند فرود آسفالت دارد و طول باند آن ۲۰۵۰ متر است. این فرودگاه در کشور ونزوئلا قرار دارد و در ارتفاع ۱۴۴ متری از سطح دریا واقع شده‌است.

## شرکت‌های هواپیمایی و مقصدهای پروازی
| شرکت‌های هواپیمایی            | مقصدهای پروازی                                                                                        |
| ---------------------------- | --- |
| Aeropostal Alas de Venezuela | سیمون بولیوار                                                                                         |
| Aserca Airlines              | ژنرال خوزه آنتونیو آنسوآتگی، سیمون بولیوار، لا چینیتا، دل کریبی سانتیاگو «مارینو»، آرتورو میچلنا      |
| اویور ایرلاینز               | ژنرال خوزه آنتونیو آنسوآتگی، دل کریبی سانتیاگو «مارینو»، آرتورو میچلنا                                |
| Canaima Tours                | کنایما                                                                                                |
| کونویاسا                     | کنایما، سیمون بولیوار، دل کریبی سانتیاگو «مارینو»                                                     |
| Perla Airlines               | دل کریبی سانتیاگو «مارینو»                                                                            |
| Rainbow air                  | دل کریبی سانتیاگو «مارینو»                                                                            |
| روتاکا ایرلاینز              | سیمون بولیوار، دل کریبی سانتیاگو «مارینو»                                                             |
| Serami Air                   | ژنرال خوزه آنتونیو آنسوآتگی، کنایما، خوزه تادئو مناگاس، دل کریبی سانتیاگو «مارینو»، سانتا النا د آئرن |